# Grand Central Tower
Grand Central Tower (también conocida como 175 Park Avenue) fue una propuesta descartada por Penn Central para construir un rascacielos encima de Grand Central Terminal en 1968. Fue diseñado por Marcel Breuer y habría tenido 950 pies (289,6 m) alto. El plan en sí provocó una gran oposición del público y de los arquitectos, especialmente de Jacqueline Kennedy Onassis, ya que habría provocado la destrucción de la terminal. El plan fue descartado después de que se resolviera en un caso judicial en 1978, lo que significó que Penn Central no pudo construir la torre.

## Propuestas anteriores para reemplazar Grand Central
En la década de 1950, el volumen de pasajeros en Grand Central Terminal había disminuido drásticamente desde principios del siglo XX y hubo propuestas para demoler y reemplazar la estación. El Ferrocarril Central de Nueva York estaba perdiendo dinero, en parte por el pago de impuestos sobre los derechos aéreos del edificio. New York Central quería vender la propiedad o sus derechos aéreos para permitir la construcción de un rascacielos encima o en el sitio de la terminal. Mientras tanto, el tráfico alrededor de Grand Central Terminal empeoró a finales de la década de 1950.
En 1954 propusieron dos planes competitivos para el reemplazo de Grand Central Terminal Uno de esos diseños, de IM Pei, fue sugerido por el presidente de New York Central, Robert R. Young, junto con el desarrollador William Zeckendorf. La propuesta requería un edificio de 80 pisos y 460 000m torre que habría sucedido al Empire State Building como el edificio más alto del mundo. En marzo de 1955, Zeckendorf fue nombrado socio para cualquier nuevo desarrollo en las cercanías de Grand Central. Zeckendorf y Pei modificaron los planos de su torre de 80 pisos a 108 pisos, pero nunca anunciaron públicamente los planes revisados. Dibujos no publicados indican que se suponía que el segundo diseño de Pei sería una torre con forma de hiperboloide. Por diversas razones, la torre hiperboloide nunca pasó de la etapa de planificación. El edificio había enfrentado extensas críticas tanto por parte de profesionales como del público en general; los ferrocarriles enfrentaron importantes déficits financieros; y la economía en su conjunto había comenzado a decaer, dejando a Zeckendorf incapaz de financiar el proyecto.
En 1958, se aprobó una propuesta modificada para una torre de 50 pisos, originalmente conocida como Grand Central City. Se conoció como el Edificio Pan Am cuando se completó en 1963. La estructura fue construida en el sitio del antiguo edificio de equipaje de la Grand Central Terminal, que fue demolido para dar paso a su construcción.
Aunque la finalización del edificio Pan Am evitó la destrucción inminente de la terminal, New York Central continuó decayendo y en 1968 se fusionó con el Ferrocarril de Pensilvania para formar el Ferrocarril Central de Penn. El Ferrocarril de Pensilvania había comenzado a demoler el edificio original de la estación Penn Station en 1963, y durante los años siguientes, fue reemplazada por la actual Estación de Pensilvania, sobre la cual se construyó el Madison Square Garden. La demolición de Penn Station resultó directamente en la creación de la Comisión de Preservación de Monumentos Históricos de la Ciudad de Nueva York, que convirtió a Grand Central Terminal en un hito designado de la ciudad en agosto de 1967.

## 175 Park Avenue de Penn Central
En febrero de 1968, seis meses después de que se señalara la Grand Central Terminal, se anunciaron planes para una torre sobre la terminal, que sería diseñada por Marcel Breuer. Con una altura propuesta de 950 pies (289,6 m), la torre habría medido 150 pies (45,7 m) más alto que el edificio Pan Am, y su huella habría medido 309 por 152 pies (94,2 por 46,3 m), del mismo tamaño que el vestíbulo principal. La torre habría salvado la explanada principal, utilizando la estructura de soporte del edificio existente y cuatro enormes vigas en voladizo sobre la explanada, pero el tercio sur de la terminal habría sido destruido para dar paso a vestíbulos de ascensores y un área para dejar taxis. El viaducto de Pershing Square también sería parcialmente demolido para dar paso a una autopista moderna.

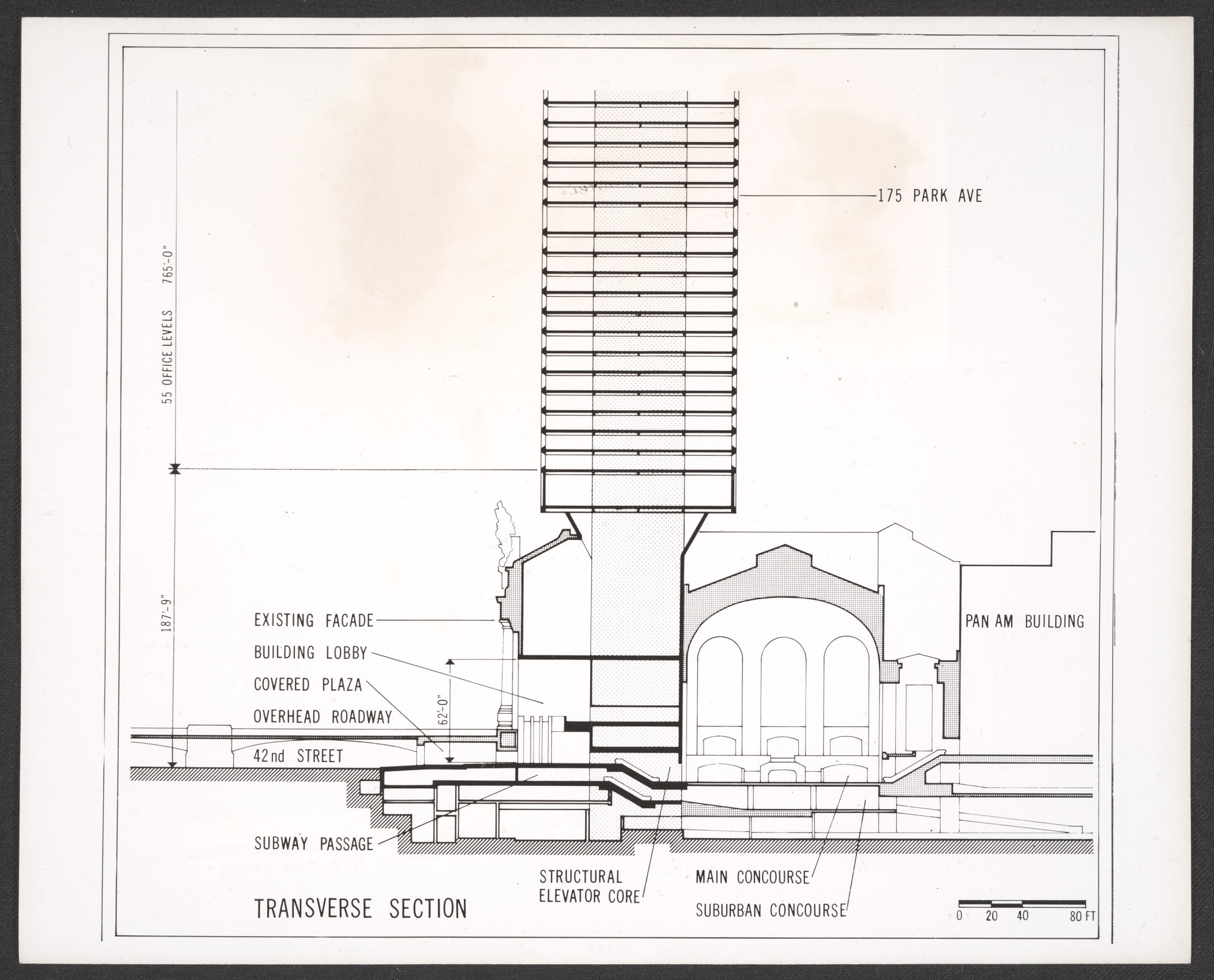
Dibujo en corte de la propuesta de la torre para minimizar el impacto en el edificio terminal.

Los planes generaron una gran oposición del público y de los arquitectos. Las críticas más destacadas vinieron de Jacqueline Kennedy Onassis, quien afirmó:

¿No es cruel dejar que nuestra ciudad muera poco a poco, despojada de todos sus orgullosos monumentos, hasta que no quede nada de toda su historia y belleza para inspirar a nuestros hijos? Si no se inspiran en el pasado de nuestra ciudad, ¿dónde encontrarán la fuerza para luchar por su futuro? Los estadounidenses se preocupan por su pasado, pero para obtener ganancias a corto plazo lo ignoran y derriban todo lo que importa. Quizás... este es el momento de tomar una posición, de revertir la marea, para que no terminemos todos en un mundo uniforme de cajas de acero y vidrio.
Jacqueline Kennedy Onassis

En respuesta a las críticas, Penn Central modificó la propuesta en junio de 1969, reduciendo la huella del edificio propuesto y reubicándolo más cerca del edificio Pan Am. Sin embargo, debido al estatus histórico de Grand Central, la Comisión de Preservación de Monumentos Históricos prohibió a Penn Central ejecutar cualquiera de los dos planos de Breuer. El ferrocarril demandó a la ciudad, alegando una toma, y en enero de 1975, un juez de la Corte Suprema de Nueva York invalidó la designación de hito de la ciudad de Nueva York. Importantes personalidades y el público celebraron manifestaciones para impedir la demolición de la terminal, y la decisión de la Corte Suprema de Nueva York fue revocada por un tribunal de apelaciones en diciembre. La demanda del ferrocarril contra la ciudad, Penn Central Transportation Co. contra la ciudad de Nueva York, fue decidida por la Corte Suprema de los Estados Unidos en 1978. En una decisión de 6 a 3, la Corte Suprema falló a favor de la ciudad, sosteniendo que la Ley de Preservación de Monumentos Históricos de la ciudad de Nueva York no constituía una "expropiación" de la propiedad de Penn Central según la Quinta Enmienda. Ese fallo final impidió a Penn Central construir la torre propuesta.

### Citas
1. ↑  Langmead, Donald (2009). Icons of American Architecture: From the Alamo to the World Trade Center. Greenwood Icons. Greenwood Press. p. 177. ISBN 978-0-313-34207-3. Archivado desde el original el 29 de diciembre de 2019. Consultado el 24 de diciembre de 2018.
2. ↑  Clausen, 2005, pp. 3–4
3. ↑  Ohama, Mayu (23 de abril de 2014). «Preservation Planning for Early Modern Architecture: Comparing the New York Grand Central Terminal and Tokyo Station». ScholarlyCommons. Archivado desde el original el 22 de mayo de 2020. Consultado el 7 de diciembre de 2019.
4. 1 2  Clausen, 2005, p. 47
5. ↑  Clausen, 2005, pp. 3–4
6. ↑  Stetson, Damon (8 de septiembre de 1954). «World's Loftiest Tower May Rise On Site of Grand Central Terminal». The New York Times. ISSN 0362-4331. Archivado desde el original el 25 de diciembre de 2018. Consultado el 24 de diciembre de 2018.
7. ↑  Sugrue, Francis (8 de septiembre de 1954). «N.Y. Central Plans Top Skyscraper: 1,600-Footer At Grand Central». New York Herald Tribune. p. 1. ProQuest 1318408878.
8. 1 2  Clausen, 2005, pp. 44–45
9. ↑  Porter, Russell (2 de marzo de 1955). «Grand Central Area Open for Rebuilding». The New York Times (en inglés estadounidense). p. 1. ISSN 0362-4331. Archivado desde el original el 1 de mayo de 2022. Consultado el 25 de marzo de 2021.
10. ↑  Clausen, 2005, pp. 46–47
11. ↑  Belle, John; Leighton, Maxinne Rhea (2000). Grand Central: Gateway to a Million Lives. Norton. p. 4. ISBN 978-0-393-04765-3.
12. ↑  «Plan 50-Story Building Next to Grand Central». New York Herald Tribune. 8 de mayo de 1958. p. 1. ProQuest 1325125370.
13. ↑  Fowler, Glenn (8 de mayo de 1958). «Grand Central 'City' Is Planned; 50-Story Skyscraper Slated by 1961 for Rear of Terminal». The New York Times. Archivado desde el original el 1 de mayo de 2022. Consultado el 24 de diciembre de 2018.
14. ↑  «Pan Am Building Dedicated in N.Y.: World's Largest». The Christian Science Monitor. 8 de marzo de 1963. p. 2. ProQuest 510414868.
15. ↑  «Pan Am Building Dedicated in N.Y.; 100 Million Structure, 59 Stories Tall, City's Biggest Other Speakers at Event». The New York Times. 8 de marzo de 1963. Archivado desde el original el 25 de diciembre de 2018. Consultado el 24 de diciembre de 2018.
16. ↑  Lee, Henry (16 de octubre de 1960). «Grand Old Central Sprouts a Skyscraper». New York Daily News. pp. 52, 53.
17. ↑  «Wrecking Starts at Grand Central; Office Building Being Razed for Skyscraper – Baggage Installation Advanced». The New York Times. 28 de junio de 1960. ISSN 0362-4331. Archivado desde el original el 26 de diciembre de 2018. Consultado el 25 de diciembre de 2018.
18. ↑  «Court Here Lets Railroads Consolidate Tomorrow». The New York Times. 1968. ISSN 0362-4331. Consultado el 1 de febrero de 2018.
19. ↑  Tolchin, Martin (29 de octubre de 1963). «Demolition Starts At Penn Station; Architects Picket; Penn Station Demolition Begun; 6 Architects Call Act a 'Shame'». The New York Times. ISSN 0362-4331. Consultado el 22 de mayo de 2018.
20. ↑  King, Seth S. (27 de diciembre de 1966). «Penn Station Begins to Emerge From Confusion of Rebuilding; Vaulted Splendor Bows to Functionalism and Speed Geared to Travel Shops to Be Remodeled». The New York Times. ISSN 0362-4331. Consultado el 12 de junio de 2018.
21. ↑  Fowler, Glenn (24 de febrero de 1968). «Breuer To Design Terminal Tower; Engaged by Briton for a 2d Project Over Grand Central». The New York Times. ISSN 0362-4331. Consultado el 24 de diciembre de 2018.
22. ↑  Fowler, Glenn (20 de junio de 1968). «Grand Central Tower Will Top Pan Am Building; 55-Story Tower on Top of Grand Central Will Rise 150 Feet Higher Than Adjacent Pan Am Building». The New York Times. ISSN 0362-4331. Consultado el 24 de diciembre de 2018.
23. ↑  Fowler, Glenn (21 de junio de 1968). «Breuer's Plan Fails to Mollify Tower Critics». The New York Times. ISSN 0362-4331. Consultado el 24 de diciembre de 2018.
24. ↑  Langmead, 2009, p. 177
25. ↑  Grand Central Station: The History of New York City's Famous Railroad Terminal. Charles River Editors. 2013. ISBN 978-1-5084-3504-4.
26. ↑  Shipler, David K. (27 de junio de 1969). «Grand Central Building Plan Revised». The New York Times. ISSN 0362-4331. Consultado el 24 de diciembre de 2018.
27. ↑  Shipler, David K. (27 de agosto de 1969). «Landmarks Panel Bars Office Tower Over Grand Central; Landmarks Panel Bars Tower on Grand Central». The New York Times. ISSN 0362-4331. Consultado el 24 de diciembre de 2018.
28. 1 2  Langmead, 2009, p. 179
29. ↑  Serratore, Angela (26 de junio de 2018). «The Preservation Battle of Grand Central». Smithsonian. Consultado el 6 de septiembre de 2018.
30. ↑  Jon Weinstein (29 de enero de 2013). «Grand Central Terminal At 100: Legal Battle Nearly Led To Station's Demolition». NY1. Archivado desde el original el 17 de junio de 2013.
31. ↑  Goldberger, Paul (22 de enero de 1975). «City's Naming of Grand Central As a Landmark Voided by Court». The New York Times. ISSN 0362-4331. Consultado el 24 de diciembre de 2018.
32. ↑  «Rally Held for Grand Central to Be a Landmark Again». The New York Times. 16 de abril de 1975. ISSN 0362-4331. Consultado el 24 de diciembre de 2018.
33. ↑  «Landmark Supported». The New York Times. 17 de diciembre de 1975. ISSN 0362-4331. Consultado el 24 de diciembre de 2018.
34. ↑  Penn Central Transp. Co. v. New York City, 438 U.S. 104 (1978).
35. ↑  Weaver, Warren Jr. (27 de junio de 1978). «Ban on Grand Central Office Tower Is Upheld by Supreme Court 6 to 3». The New York Times. ISSN 0362-4331. Consultado el 24 de diciembre de 2018.
36. ↑  Schlichting, 2001, p. 205